# Okouzlení (Star Trek: Stanice Deep Space Nine)
Okouzlení (v anglickém originále Fascination) je v pořadí desátá epizoda třetí sezóny seriálu Star Trek: Stanice Deep Space Nine.
Lwaxana Troi sleduje Oda během bajorské Slavnosti vděčnosti, zatímco členové posádky stanice jsou navzájem přitahováni svými spolupracovníky a známými.

## Příběh
Posádka stanice Deep Space Nine se připravuje na bajorskou Slavnost vděčnosti. Kira Nerys je při přípravě zahajovacího ceremoniálu vyrušena příjezdem svého přítele vedeka Bareila. Náčelník O'Brien vítá zpět na stanici svoji ženu Keiko, která spolu s dcerou Molly strávila nějaký čas na Bajoru. Keiko je ale unavená a podrážděná a Molly není dobře. Stejnou lodí přicestovala i velvyslankyně Lwaxana Troi, která po příletu hned začne hledat Oda, ke kterému chová city od poslední návštěvy stanice.
Jakmile slavnost započne, Lwaxana začne trpět silnými bolestmi hlavy, které náhodně přichází a odchází. Pokaždé, když ji bolest zasáhne, vypadají lidé okolo ní momentálně dezorientovaně a následně začnou mít touhu po nějakém spolupracovníkovi, příteli nebo známém. Mezi nakaženými jsou i Jake Sisko, který vyznává svou lásku k majorovi Kiře, vedek Bareil, kterého zajímá Jadzia Dax, jejímž momentálním předmětem touhy je naopak komandér Sisko. Zdá se, že Kira a doktor Julian Bashir jsou jediní důstojníci, na které toto poblouznění nepůsobí. Mezitím Bareil nabídne manželství Dax, která se ale zajímá o Siska a nakonec vedeka uhodí.
Když Quark přinese důstojníkům občerstvení a narazí do Lwaxany, která prodělává další bolest hlavy, je také nakažen. Chytne Keiko O'Brienovou a tvrdí jí, že jeho láskou. Při tom si všichni uvědomí, že za tato ovlivnění může nějak sama Lwaxana, telepatický Betazoid.
Doktor Bashir začne léčit Lwaxaninu zanthskou horečku, onemocnění, kvůli kterému byly její milostné impulzy přenášeny na lidi kolem ní. Doktor také oznámí ostatním, že budou brzy v pořádku. Mezitím si O'Brienovi začnou po delším odloučení užívat krátkou vzájemnou společnost.

## Zajímavosti
- Příběh této epizody je založen na Snu noci svatojánské.
- Jedná se o druhý ze tří dílů seriálu, kde se objeví postava Lwaxany Troi.
- Bajorská dívka Mardah a Jake Sisko se krátce před touto epizodou rozešli, neboť Mardah odešla studovat na školu vzdálenou 300 světelných let.
- Odo odhalí Lwaxaně, že je zamilovaný do Kiry.